# Hans Schultz (Jurist)
Hans Schultz (* 15. April 1912 in Breslau, heute Wrocław, Polen; † 13. Mai 2003 in Thun, heimatberechtigt in Basel) war ein Schweizer Rechtswissenschaftler sowie Hochschullehrer deutscher Herkunft.

## Leben

### Familie und Ausbildung
Der aus Breslau stammende Hans Schultz, Sohn des Arztes Johannes Wilhelm Gustav Schultz sowie dessen Ehegattin Paula geborene Bascho, wandte sich nach Schulbesuchen in Bern dem Studium der Rechtswissenschaft an der dortigen Universität zu, 1938 wurde er zum Dr. iur. promoviert. Im Anschluss erwarb Hans Schultz für den Übergang in die Praxis das Berner Fürsprecherpatent.
Hans Schultz heiratete im Jahre 1943 Lilly geborene Hatz. Schultz verstarb im Mai 2003 im hohen Alter von 91 Jahren.

### Beruflicher Werdegang
Nach seinem Studienabschluss war Hans Schultz zunächst als Rechtsanwalt sowie als Mitarbeiter in der Rechtsabteilung der schweizerischen Postdirektion eingesetzt, anschliessend fand er Verwendung als Gerichtssekretär und Kammerschreiber am Obergericht Bern. In der Folge wechselte er als Untersuchungsrichter nach Thun, dort wurde er 1942 zum Gerichtspräsidenten befördert, eine Position, die er bis 1955 ausfüllte.
Hans Schultz habilitierte sich 1951 als Privatdozent für die Fächer Strafrecht, Strafprozessrecht, strafrechtliche Hilfswissenschaften und Rechtsphilosophie an der Universität Bern, 1955 erfolgte seine Ernennung zum außerordentlichen, 1959 zum ordentlichen Professor, 1977 wurde er emeritiert.
Hans Schultz wirkte darüber hinaus von 1959 bis 1987 als Verfasser von Berichten über die strafrechtliche Rechtsprechung des Bundesgerichts in der «Zeitschrift des Bernischen Juristenvereins» und von 1962 bis 1991 als Redakteur der «Schweizerischen Zeitschrift für Strafrecht». Des Weiteren fungierte Schultz nach 1971 als Präsident diverser eidgenössischer Expertenkommissionen zur Revision des besonderen Teils des Schweizerischen Strafgesetzbuchs, 1985 erarbeitete er im Auftrag des Bundesrats einen Vorentwurf des total revidierten allgemeinen Teils des Schweizerischen Strafgesetzbuchs.
Schultz, der als Autor zahlreicher Studien zum internationalen Strafrecht, Strassenverkehrs- und Arztrecht hervortrat, wurde in Anerkennung seiner Verdienste auf seinen Fachgebieten mit dem Theodor Kocher Preis und den juristischen Ehrendoktoraten der Universitäten Basel und Freiburg i. Br. ausgezeichnet.

## Publikationen
- Der gerichtliche Vergleich unter besonderer Berücksichtigung des Gesetzes betreffend die Zivilprozessordnung für den Kanton Bern vom 7. Juli 1918, Stämpfli & Cie., Bern, 1939
- Das schweizerische Auslieferungsrecht, mit einem Exkurs über die räumliche Geltung des Strafgesetzes, Verlag für Recht und Gesellschaft, Basel, 1953
- Übersicht über die Rechtsprechung zu den Nebenstrafgesetzen des Bundes, Stämpfli & Cie., Bern, 1954
- Die Strafbestimmungen des Bundesgesetzes über den Strassenverkehr vom 19. Dezember 1958, Stämpfli & Cie., Bern, 1958
- Die strafrechtliche Rechtsprechung zum neuen Strassenverkehrsrecht, Stämpfli & Cie., Bern, 1968
- Bankgeheimnis und internationale Rechtshilfe in Strafsachen, Schweizerischer Bankverein, Zürich, 1982
- Einführung in den allgemeinen Teil des Strafrechts : ein Grundriss, Stämpfli & Cie., Bern, 1982